# Боргата Руата Ђоана (Торино)
Боргата Руата Ђоана је насеље у Италији у округу Торино, региону Пијемонт.
Према процени из 2011. у насељу је живело 10 становника. Насеље се налази на надморској висини од 742 м.